# Humájúnova hrobka

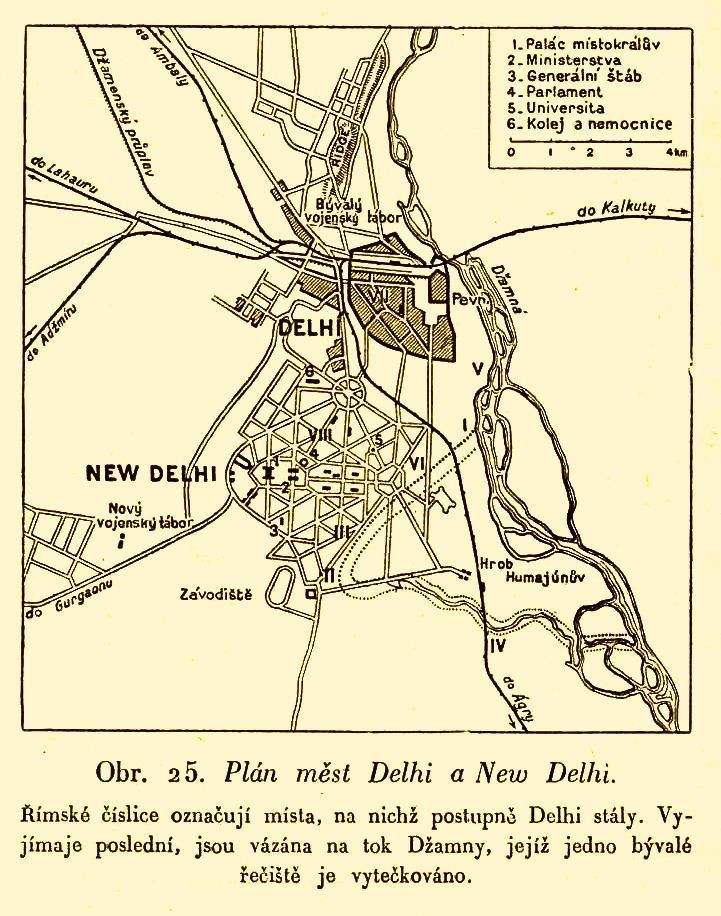
Poloha Humájúnovy hrobky (pod názvem „Hrob Humajúnův“) na mapě meziválečného Dillí

Humájúnova hrobka je komplex budov v Indii v Novém Dillí, které byly postaveny za účelem uchování ostatků historicky druhého panovníka Mughalské říše, císaře Humájúna. Budovy slouží jako majestátní hrobka, která je dnes již klasickou ukázkou mughalské architektury. Právě podle jejího vzoru byl vystavěn v pozdější době Tádž Mahal. 
V této majestátní stavbě, která se svou rozlohou a velikostí podobá pozdějšímu Tádž Mahalu, je pochován druhý mughalský císař Humájún. Humájúnova hrobka je zařazena na seznam UNESCO. Nechala ji postavit v 16. století (1562-1571) manželka zesnulého císaře Hadži Begum narozená v Persii. Jedná se o první velké mauzoleum mughalské architektury s výraznou zahradou. Dnes patří Humájánova hrobka mezi oblíbené cíle indických novomanželských párů. Na rozdíl od slavného Tádž Mahalu se zde mohou s impozantní stavbou v pozadí nerušeně vyfotografovat.